# Bajandzsargalan járás (Közép-Góbi)
Bajandzsargalan járás (mongol nyelven: Баянжаргалан сум) Mongólia Közép-Góbi tartományának egyik járása. Területe 3200 km². Népessége kb. 1600 fő.
Székhelye, Argataj (Аргатай) 150 km-re fekszik Mandalgobi tartományi székhelytől.